# カルムイク共和国

カルムイク共和国
ロシア語：Республика Калмыкия
カルムイク語：Хальмг Таңһч

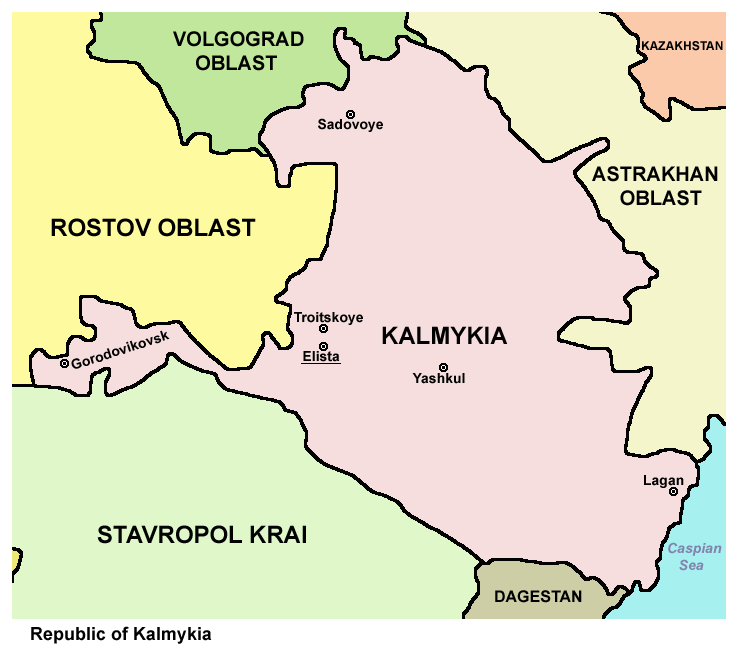

カルムイク共和国（カルムイクきょうわこく、ロシア語: Республика Калмыкия）は、カスピ海の北西に位置するロシア連邦内の共和国である。カルムイキア共和国と表記されることもある。首都はエリスタ。人口は約27万人で、オイラト系カルムイク人が約6割、ロシア人が約3割である。

## 歴史

### ソビエト連邦
1920年に自治州として設立され、1936年には自治共和国（カルムイク自治ソビエト社会主義共和国）となった。

### 第二次世界大戦
1943年12月27日、ソビエト当局は「多くのカルムイク人」がドイツ軍との協力について有罪であると宣言し、中央アジアやシベリアへカルムイク人全体を強制移住させた。強制移住に伴い、カルムイク自治共和国は廃止され、その領土は隣接するスタヴロポリ地方、アストラハン州、ロストフ州、スターリングラード州に分割された。また、カルムイク人の痕跡を完全に消し去るために、ソビエト当局は旧共和国の町や村の名前を変更した。カルムイク人はチベット仏教を信仰していたが、強制移住を推進した独裁者ヨシフ・スターリンは寺院を破壊するなどして弾圧し、カルムイク人の帰還後（後述）も宗教活動は制限された。

### 戦後
1957年にカルムイク人の帰還が許され再び自治州になり、1958年に自治共和国に復帰。1991年のソビエト連邦の崩壊により、翌1992年、ロシア連邦を構成する共和国となった。
1994年4月、キルサン・イリュムジーノフ大統領の発議により、チベット仏教を国教として並びに他の宗教から保護する為に、現行のカルムイク共和国憲法に代わり、チベット仏教のステップ法典が国の最高法規として採択される。
2022年の11月1日に「オイラト・カルムイク人民会議」がカルムイクの独立宣言を発表したが、オイラト・カルムイク人民会議はカルムイク共和国の実権を持つ組織ではない「非公認組織」のため、現在も非公認の独立宣言となっている。

## 政治
キルサン・イリュムジーノフが初代大統領として2010年まで在任した。イリュムジーノフは国際チェス連盟会長も務めエリスタに「チェス・シティー」を整備したほか、モスクワ国際関係大学で日本学を専攻した経験から日本との交流も進め、カルムイキア・日本友好協会が活動している。

## 地理
この共和国はヨーロッパロシアの南東に位置する。北コーカサスのすぐ北にあり、北西と北はヴォルゴグラード州、北と東はアストラハン州、南はダゲスタン共和国、南西はスタヴロポリ地方、西はロストフ州と国境を接する。南東はカスピ海に面する。
東部にはヴォルガ川が流れている他、主な河川にはエゴリク川、クマ川、マヌィチ川がある。最大の湖はマヌィチ・グジロ湖で、この他にサルパ湖やツァガンハグ湖が主要な湖として挙げられる。しかし国内には全体としてあまり湖はない。
カルムイクは石炭、石油、天然ガスといった天然資源を産出する。
野生生物としてはサイガなどがいて、生息地はチョルニジェムリ自然保護区で保護されている。

### 河川
- ヴォルガ川
- クマ川
- マヌィチ川

### 湖沼
- マヌィチ・グジロ湖
- サルパ湖
- （Sostinskiye Lakes）
  - ru:Состинское озеро
  - ru:Состинские озёра
- ツァガンハグ湖

## 気候
カルムイクは寒冷な亜砂漠気候で、暑く乾燥した夏と少量の降雪がある寒い冬がある。平均気温は1月で−5 °C (23 °F)、7月で24 °C (75 °F)である。降水は内陸側で多く、カスピ海側は砂漠で覆われている一方、内陸側は湿地などで覆われている。年間降水量は東部で170 millimeters (6.7 in)、西部で400 millimeters (16 in)と幅がある。ウッタという小さな町はロシア全体の中で最も暑い場所となっている。2010年7月12日、ロシア全体を著しい熱波が襲ったとき、45.4 °C (113.7 °F)の史上最高気温が観測された。

## 行政地区
主に1直轄市と13地区からなる。

### 直轄市
- エリスタ市行政区（ロシア語版）

### 地区
- サルパ地区（ロシア語版）
- マールィエ・レルベートゥイ地区（ロシア語版）
- 十月地区（ロシア語版）
- ケトチェニェールィ地区（ロシア語版）
- ユスタ地区（ロシア語版）
- 開拓地区（ロシア語版）
- ヤシクリ地区（ロシア語版）
- ゴロドヴィコフスク地区（ロシア語版）
- ヤシャルタ地区（ロシア語版）
- プリユートノエ地区（ロシア語版）
- イキ・ブルール地区（ロシア語版）
- チョールヌィエ・ゼムリ地区（ロシア語版）
- ラガニ地区（ロシア語版）

## 経済
主な産業には農業、食品加工、ガス産業などがある。

## 住民

### 民族
2021年の国勢調査によると、共和国内の民族構成はオイラト族のカルムイク人62.5%、ロシア人25.7%、ダルギン人2.8%、カザフ人1.7%、メスヘティア・トルコ人1.6%、チェチェン人1.1%、アヴァール人1.0%など。

### 言語
カルムイク語及びロシア語を公用語とする。

### 宗教
特に中央アジアのオイラト族のトルグート部（旧ケレイト）にルーツを持つカルムイク人によってチベット仏教が信奉されており、ヨーロッパ唯一の仏教国である。2005年にエリスタで完成したシャカムニ黄金寺院はヨーロッパ最大の仏教寺院で、チベット仏教指導者ダライ・ラマ14世が訪問したこともある

## 交通
首都エリスタでは3本の主要道路が交差し、鉄道は黒海まで通っている。
エリスタ空港があり、モスクワやロストフ・ナ・ドヌへ直行便で結ばれている。

## 標準時
この地域は、モスクワ時間帯の標準時を使用している。時差はUTC+3時間で、夏時間はない。（2011年3月までは、標準時がUTC+3で夏時間がUTC+4、同年3月から2014年10月までは通年UTC+4であった）